# NG3
NG3 var en svensk musikgrupp från början av 2000-talet bestående av Linda Karlsson, Andrea Quinteros och Malin Olsson. Gruppen är mest känd för låten The Anthem som klättrade högt på nordiska hitlistor. Gruppen upplöstes 2005, och Malin Olsson gick vidare till en karriär som programledare på TV.

## Diskografi

### Album
As Nasty As We Wanna Be - 2002
Spår:
- 1	 	Intro (1:56)
- 2	 	Holler (3:42)
- 3	 	Tainded Love (4:00)
- 4	 	Interlude (1:24)
- 5	 	Ready Or Not (3:55)
- 6	 	N.G.3 (The Anthem) (3:24)
- 7	 	Interlude (0:44)
- 8	 	Tell Me (3:37)
- 9	 	Keep Your Head Up (3:00)
- 10	 	Interlude (0:56)
- 11	 	Rumours (4:17)
- 12	 	NG3 For Life (3:15)
- 13	 	Nasty Girls (4:13)
- 14	 	My Way (4:06)
- 15	 	Outro (1:50)
- 16	 	Holler (Extended Mix) (6:27)
- 17	 	Tell Me (Dreamstate Rmx) (3:37)

### Singlar
- Tell Me - 2002
- The Anthem - 2003
- Holler - 2003
- Oops Up (ft. SNAP!) - 2003